# Aa figueroi
Aa figueroi là một loài lan thuộc chi Aa.
Đây là loài bản địa của Colombia. Loài này được liệt kê là loài Phụ lục II bởi CITES.